# Böj
Böj is een plaats in de gemeente Karlstad in het landschap Värmland en de provincie Värmlands län in Zweden. De plaats heeft 59 inwoners (2005) en een oppervlakte van 17 hectare.